# Modern Times
Modern Times – 32. studyjny album Boba Dylana, który ukazał się 29 września 2006 roku. Nagrane na płycie utwory są mieszanką muzyki bluesowej, rockabilly oraz ballady prerockowej. Teksty zawierają fragmenty niektórych utworów dziewiętnastowiecznego poety Henry’ego Timroda.

## Album
Modern Times szybko zdobył pierwsze miejsce na amerykańskich listach przebojów, co uczyniło Dylana najstarszym (65 lat) artystą, który tego dokonał. W pierwszym tygodniu w Stanach Zjednoczonych sprzedano 192 000 sztuk. Pierwsze miejsce album zajął także w Kanadzie, Australii, Nowej Zelandii, Irlandii, Danii, Norwegii i Szwajcarii.

## Nagrania
| 1.  | ”Thunder on the Mountain” | 5:55    |
|     |                           |         |
| 2.  | „Spirit on the Water”     | 7:42    |
|     |                           |         |
| 3.  | „Rollin' and Tumblin'”    | 6:01    |
|     |                           |         |
| 4.  | „When the Deal Goes Down” | 5:04    |
|     |                           |         |
| 5.  | „Workingman's Blues #2”   | 6:07    |
|     |                           |         |
| 6.  | „Someday Baby”            | 4:55    |
|     |                           |         |
| 7.  | „Beyond the Horizon”      | 5:36    |
|     |                           |         |
| 8.  | „Nettie Moore”            | 6:52    |
|     |                           |         |
| 9.  | „The Levee's Gonna Break” | 5:43    |
|     |                           |         |
| 10. | „Ain't Talkin'”           | 8:48    |
|     |                           |         |
|     |                           | 1:02:43 |
|     |                           |         |